# Aeroporto Guillermo León Valencia
O Aeroporto Guillermo León Valencia (em castelhano:  Aeropuerto Guillermo León Valencia) (IATA: PPN, ICAO: SKPP) é um aeroporto colombiano localizado a 10 minutos de carro do centro da cidade de Popayán, no departamento de Cauca.

## Companhias Aéreas e Destinos
| Companhias        | Cidades               | Aliança       |
| ----------------- | --------------------- | ------------- |
| Avianca 1 destino | Doméstico (1): Bogotá | Star Alliance |
| EasyFly 1 destino | Doméstico (1): Bogotá | N/A           |